# Hertha von Walther

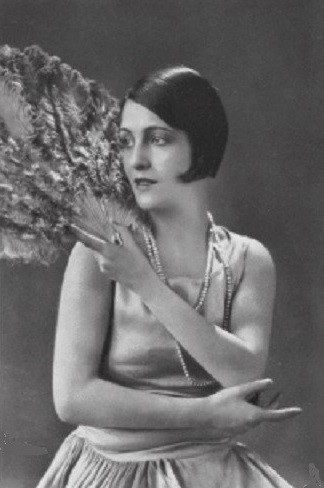
Hertha von Walther

Hertha von Walther (Hildesheim, 12 de junho de 1903 – Berlim, 12 de abril de 1987), nasceu Hertha Stern und Walther von Monbary, foi uma atriz de cinema alemã. Ela atuou em 80 filmes entre 1921 e 1983.

## Filmografia selecionada
- 1921: Julot, der Apache
- 1922: Herzog Ferrantes Ende
- 1922: Am Rande der Großstadt
- 1924: Der Berg des Schicksals
- 1925: Die freudlose Gasse
- 1970: Jonathan
- 1970: Schulmädchen-Report: Was Eltern nicht für möglich halten
- 1976: Rosemaries Tochter
- 1977: Das Schlangenei
- 1978: Leidenschaftliche Blümchen